# Comida rápida, mujeres activas (película de 2000)
Comida rápida, mujeres activas (título original Fast Food Fast Women ) es una película de comedia romántica estadounidense de 2000 escrita y dirigida por Amos Kollek y financiada por productoras franco-italianas. El lema de la película era "Hay 18 millones de personas en la ciudad de Nueva York, pero sólo una como Bella". La película se presentó en el Festival de Cine de Cannes de 2000. 

## Trama
La treintañera Bella (Anna Thomson/Anna Levine), camarera en una cafetería neoyorquina, tiene desde hace tiempo una relación con un hombre casado. Un día su madre, que vive a lejos de allí, le propone que salga con una persona que es muy interesante. Bella, nada decidida, lo intenta. El hombre se llama Bruno ( Jamie Harris ), se gana la vida como taxista y escribe novelas que nadie lee. El encuentro no sale mal, pero Bella, que no quiere ni plantearse casarse y formar una familia, le dice a bruno que odia a los niños, cuando él es padre de dos hijos cuya madre, su ex mujer, ha dejado a su cargo.

## Reparto
- Anna Levine : Bella
- Jamie Harris : Bruno
- Louise Lasser : Emily
- Robert Modica : Paul
- Lonette McKee : Sherry-Lynn
- Victor Argo : Seymour
- Angelica Torn : Vitka
- Austin Pendleton : George
- Sandrine Holt : Giselle
- Valerie Geffner : Wanda
- Mark Margolis : Graham
- Judith Roberts : madre de Bella
- Lynn Cohen : Jesse
- Salem Ludwig : Leo
- Irma St. Paule : Mary-Beth